# Protea canaliculata
Protea canaliculata är en tvåhjärtbladig växtart som beskrevs av Gábor Gabriel Andreánszky. Protea canaliculata ingår i släktet Protea och familjen Proteaceae. Inga underarter finns listade i Catalogue of Life.